# East Peckham
East Peckham est une localité du Kent, au Royaume-Uni.
East Peckham est jumelé par la ville de Chereng (France)